# Mediodactylus walli
Espèce
Synonymes
- Gymnodactylus walli Ingoldby, 1922
- Cyrtopodion walli (Ingoldby, 1922)
- Gymnodactylus chitralensis Smith, 1935

Statut de conservation UICN

 LC  : Préoccupation mineure
Mediodactylus walli est une espèce de geckos de la famille des Gekkonidae.

## Répartition
Cette espèce est endémique du Khyber Pakhtunkhwa au Pakistan.

## Étymologie
Cette espèce est nommée en l'honneur de Frank Wall.

## Publication originale
- Ingoldby, 1922 : A new stone gecko from the Himalaya. Journal Bombay Natural History Society, vol. 28, p. 1051 (texte intégral).